# ロイ・ハーグローヴ

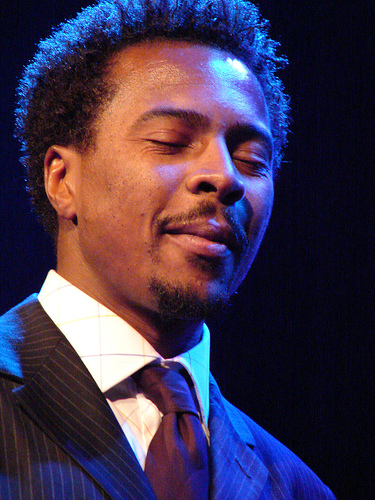

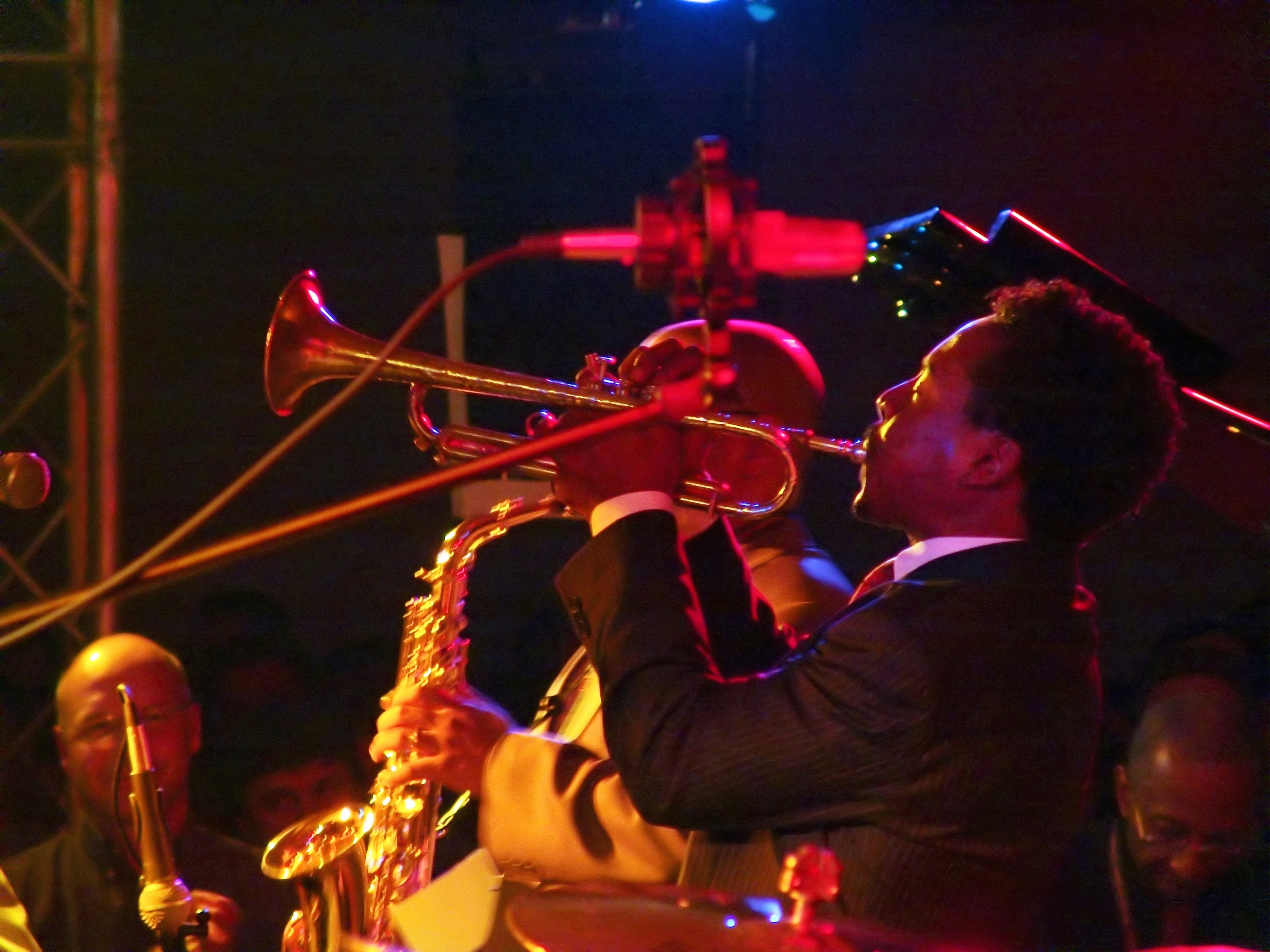
2008

ロイ・ハーグローヴ（Roy Hargrove、1969年10月16日 - 2018年11月2日）は、アメリカ合衆国のジャズ・トランペット奏者である。テキサス州ウェーコ生まれ。

## 経歴
グラミー賞を1997年自身のラテンジャズ・バンド、2002年に2種類の音楽（ジャズとヒップホップ）で受賞した。
レジェンドとされるジャズ・ミュージシャンほぼ全てと共演した。
中でも、デヴィッド・"ファットヘッド"・ニューマン、ジェイムス・クレイ、ボビー・ワトソン、シャーリー・ホーン、シダー・ウォルトン、フレディ・ハバード、ジャッキー・マクリーン、ジョー・ヘンダーソン、ベニー・ゴルソン、ジョニー・グリフィン、ハンク・ジョーンズ、ジミー・コブ、ハービー・ハンコックやソニー・ロリンズ等には特に気に入られ、ソニー・ロリンズは彼のために彼の名前をそのままタイトルにした曲を捧げている。
かのオスカー・ピーターソンも、「人気者でヒッパリダコの、ロイをやっと捕まえたぞ!」という意味合いのタイトルの曲を作曲している
ベースのレイ・ブラウンは1997年当時、ルイ・アームストロング、ロイ・エルドリッジ、ディジー・ガレスピー、クリフォード・ブラウン、マイルス・デイヴィス、フレディ・ハバードに続くトランペッターの「ニュー・ウェイヴ」だと称賛している。
ロイは「ロイ・ハーグローヴ・クインテット（略称RHQまたはRH5）」、「ロイ・ハーグローヴ・ビッグバンド（略称RHB）」「RHファクター（略称RHF）」の3つのバンドのリーダーで、後期は主にRHQでの活動が主であった。メンバーはジャスティン・ロビンソン、海野雅威、アミーン・サリーム、クインシー・フィリップス。どのバンドにもジャズ、ラテン、ファンク、ヒップホップ、ソウル、そしてゴスペル音楽が融合されていた。RHFは同郷の友人キース・アンダーソンのグループを核にロイが参加する形で当初結成された。メンバーはルネー・ヌーヴィル、ブルース・ウィリアムズ、レジー・ワシントン、レニー・ストールワース、ジェイソン・トーマス、チャーマーズ"スパンキー"アルフォード、ピノ・パラディーノ、ジェームズ・ポイザー、バーナード・ライト、ブライアン・ハーグローヴなど。
R&Bの分野において、1990年代後半にエリカ・バドゥ、ディアンジェロ、コモン、ザ・ルーツ、ポイザー、エリック・ベネイ、ドゥエレ、ビラル、レイラ・ハサウェイ、ローリン・ヒル、アリシア・キーズ、ジョン・レジェンド、マックスウェル 、ミシェル・ンデゲオチェロ、ミゲル、ジル・スコット、トニ!トニ!トニ!、ラファエル・サディーク、マイロン、ジャヒーム、リンデン・デイヴィッド・ホール、アロー・ブラック、ミュージック・ソウルチャイルド、アンソニー・ハミルトンなどとともにアコースティック色の濃い「ネオ・ソウル」ムーブメンツを起こした。
また彼は、若い頃長らくV. Bachの楽器を愛用していたが、1994年頃トーマス・インダービネンと出逢い、彼の造る楽器に惚れ込んだ事から1996年頃以降T. Inderbinenの楽器を本格的に長らく愛用した。
トーマス・インダービネンが当時自身の新作モデルであった斬新なコーティングが成されたモデル『Silver Art』を彼のために持って行ったところ、ロイ自身かなり気に入った様で、早速メインの愛機として使い始めたが、何者かによって斬新な造りで物珍しかったSilver Artを一度盗難されてしまったのは有名な逸話である。
また、彼は1988年のマウント・フジ・ジャズ・フェスティバル来日時にも、トランペッターのアル・ハートからプレゼントされたというお気に入りのV. Bachのトランペットを盗難されている。その時はヤマハの楽器を急遽使用した。
フリューゲル用のマウスピースはTOKUから譲り受けたマウスピースを使い続けた。
2016年、ジミー・コブから紹介された海野雅威を、ロイ・ハーグローヴ・クインテット史上初の日本人レギュラー・メンバーとして迎えた。歴代のロイ・ハーグローヴ・クインテットのメンバーにはグレゴリー・ハッチンソン、ロドニー・ウィテカー、クリスチャン・マクブライド、カリーム・リギンス、ルーベン・ロジャース、ジェラルド・キャノン、ドウェイン・ブルーノ、ウィリー・ジョーンズ、アントニオ・ハート、ロン・ブレイク、ブルース・ウィリアムズ、スティーヴン・スコット、マーク・キャリー、チャールス・クレイグ、サイラス・チェスナット、ロニー・マシューズ、ラリー・ウィリス、ジェラルド・クレイトン、ジョン・バティステ、ジョエル・ホルムス、サリヴァン・フォートナー、ダントン・ボーラー、モンテス・コールマンらが在籍していた。
2018年11月2日夜、腎障害により透析治療を受けていた最中に心不全のためニューヨークの病院にて逝去。49歳没。

## ディスコグラフィ

### リーダー・アルバム
- 1989年 『ダイアモンド・イン・ザ・ラフ』 - Diamond in the Rough (Novus)
- 1990年 『パブリック・アイ』 - Public Eye (Novus)
- 1991年 アントニオ・ハート（英語版）と共同名義, Tokyo Sessions (Novus)（四谷「スタジオ サウンドバレイ」において録音）
- 1992年 ロイ・ハーグローヴ・クインテット名義, 『ザ・ヴァイブ』 - The Vibe (Novus)
- 1993年 Jazz Futures: Live in Concert (Novus)
- 1993年 Of Kindred Souls: The Roy Hargrove Quintet Live, Various Concerts (Novus)（ライヴ）
- 1993年 Beauty and the Beast, The Jazz Networks (Novus)
- 1994年 Blues 'n Ballads, The Jazz Networks (Novus)
- 1994年、1995年 Approaching Standards, Compilation of tracks from 4 Albums (1994 BMG/1995 Jazz Heritage)
- 1994年 ロイ・ハーグローヴ・クインテット名義, 『ミーツ・テナー・ジャイアンツ』  - With the Tenors of Our Time (Verve)
- 1995年 『ファミリー』 - Family (Verve)（ライヴ）
- 1995年 『パーカーズ・ムード』 - Parker's Mood (Verve)（クリスチャン・マクブライド (bass)、Stephen Scott (piano)と共演）
- 1997年 Roy Hargrove's Crisol名義, 『ハバナ』 - Habana (Verve)（イタリアのオルヴィエート「マンチネッリ劇場」におけるライヴ。第40回グラミー賞（最優秀ラテン・ジャズ・パフォーマンス賞）受賞。）
- 2000年 『モーメント・トゥ・モーメント』 - Moment to Moment (Verve)
- 2002年 『ディレクションズ・イン・ミュージック〜マイルス&コルトレーン・トリビュート』 - Directions in Music: Live at Massey Hall  (Verve)（第45回グラミー賞（最優秀ジャズ・インストゥメンタル・アルバム賞 - 個人／グループ）。ハービー・ハンコック、マイケル・ブレッカーと共演。）
- 2003年 RHファクター名義, 『ハード・グルーヴ』 - Hard Groove (Verve)
- 2004年 RHファクター名義, 『ハード・グルーヴ2：ストレングス』 - Strength (Verve)
- 2006年 RHファクター名義, 『ディストラクションズ』 - Distractions (Verve)
- 2006年 『ナッシング・シリアス』 - Nothing Serious (Verve)
- 2008年 ロイ・ハーグローヴ・クインテット名義, 『イヤーフード』 - Earfood (Emarcy)
- 2009年 ロイ・ハーグローヴ・ビッグバンド名義, 『エマージェンス』 - Emergence (Groovin' High)

### 参加アルバム
- 1988年 with スーパーブルー : 『スーパーブルー!』 - Superblue (Blue Note)[7]
- 1991年 with ソニー・ロリンズ : Here's to the People (Milestone) ※「I Wish I Knew」「Young Roy」のみ
- 1992年 with ジャッキー・マクリーン : 『リズム・オブ・ジ・アース』 - Rhythm Of the Earth
- 1993年 with ボブ・シール・コレクティヴ : Lion Hearted
- 1994年 with ヘレン・メリル : 『ブラウニー〜クリフォード・ブラウンに捧げる』 - Brownie: Homage to Clifford Brown (Verve)
- 1995年 with シャーリー・ホーン : 『ザ・メイン・イングリーディエント』 - The Main Ingredient (Verve)
- 1995年 with クリスチャン・マクブライド : 『ファースト・ベース』 - Gettin' to It
- 1995年 with ジミー・スミス : 『ダム!』 - Damn! (Verve)
- 1996年 with ジミー・スミス : 『エンジェル・アイズ』 - Angel Eyes: Ballads & Slow Jams (Verve)
- 2000年 with レイ・ブラウン・トリオ : Some of My Best Friends Are...The Trumpet Players (Telarc)
- 2000年 with エリカ・バドゥ : 『ママズ・ガン』 - Mama's Gun
- 2000年 with ディアンジェロ : 『ヴードゥー』 - Voodoo
- 2000年 with コモン : 『ライク・ウォーター・フォー・チョコレート』 - Like Water for Chocolate
- 2001年 with ロイ・ヘインズ : Birds of a Feather: A Tribute to Charlie Parker
- 2002年 with ハービー・ハンコックおよびマイケル・ブレッカー : 『ディレクションズ・イン・ミュージック』 - Directions in Music: Live at Massey Hall (Verve)
- 2003年 with エリカ・バドゥ : 『ワールドワイド・アンダーグランド』 - Worldwide Underground (Motown)
- 2003年 with シャーリー・ホーン : 『メイ・ザ・ミュージック・ネヴァー・エンド』 - May the Music Never End (Verve)
- 2006年 with ジョン・メイヤー : 『コンティニュアム』 - Continuum
- 2007年 with ジミー・コブ・カルテット : Cobb's Corner
- 2008年 with ジョン・ビーズリー : Letter to Herbie
- 2008年 with ロイ・アッサフ & Eddy Khaimovich Quartet : "Andarta" [Origin Records 82515]
- 2009年 with ジミー・コブ・カルテット : Jazz in the Key of Blue ※with ラッセル・マローン、ジョン・ウェッバー
- 2010年 with マーカス・ミラー : 『ナイト・イン・モンテカルロ』 - A Night in Monte Carlo（Dreyfus Jazz)
- 2010年 with アンジェリーク・キジョー : Õÿö ※「Samba Pa Ti」のみ
- 2011年 with シリル・エイメー : Cyrille Aimée & Friends (Live at Smalls)
- 2019年 with ジミー・コブ・トリオ：Remembering U (Jimmy Cobb World) ※2016年録音 featuring ロイ・ハーグローヴ

## 参照
1. 1 2 3  “米ジャズ音楽家「ハバナ」ロイ・ハーグローブ氏死去”. nikkansports.com. 日刊スポーツ新聞社. (2018年11月4日).  オリジナルの2018年11月4日時点におけるアーカイブ。 2019年6月18日閲覧。
2. ↑  TRUMPET, THE. “トランペット記事詳細：現代のトランペット・ヒーロー、ロイ・ハーグローヴ本誌未掲載インタビュー！” (日本語). THE TRUMPET ONLINE 2018年4月17日閲覧。
3. ↑  “新世代ミュージシャンの最高峰とも評されるピアニスト海野雅威が、ロイ・ハーグローヴとともに来日！ | News & Features | BLUE NOTE TOKYO” (日本語). Blue Note TOKYO 2018年4月18日閲覧。
4. ↑  Culturebox (2018-01-22), Le trompettiste Roy Hargrove au festival Jazz en Tête 2018年4月17日閲覧。
5. ↑  “Roy Hargrove’s Rousing Chicago Residency” (英語). DownBeat Magazine. (2018年1月11日) 2018年4月17日閲覧。
6. ↑  “Roy Hargrove, Grammy-Winning Jazz Trumpeter, Dies At 49 | music news| NPR” (英語) 2018年11月3日閲覧。
7. ↑  Ron Wynn. “Superblue - Superblue | Songs, Reviews, Credits, Awards”.   AllMusic. 2014年2月7日閲覧。